# U-267 (tàu ngầm Đức)
U-267 là một tàu ngầm tấn công  Lớp Type VII thuộc phân lớp Type VIIC được Hải quân Đức Quốc Xã chế tạo trong Chiến tranh Thế giới thứ hai. Nhập biên chế năm 1942, nó đã thực hiện được tổng cộng bảy chuyến tuần tra nhưng không đánh chìm được mục tiêu nào. U-267 sống sót qua cuộc chiến tranh, và bị thủy thủ đoàn đánh đắm tại Geltinger Bucht, Schleswig-Flensburg vào ngày 5 tháng 5, 1945 để tránh bị lọt vào tay lực lượng Đồng Minh.

## Thiết kế và chế tạo

### Thiết kế

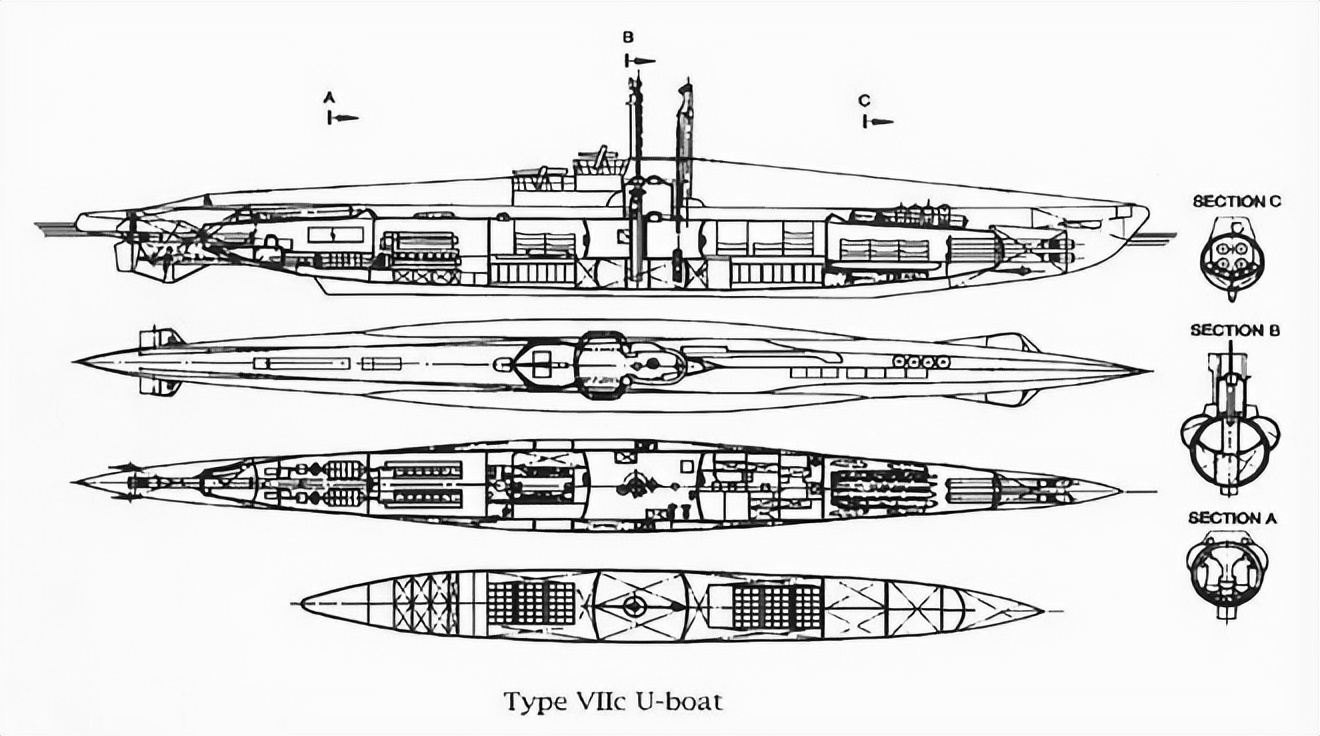
Sơ đồ các mặt cắt một tàu ngầm Type VIIC

Phân lớp VIIC của Tàu ngầm Type VII là một phiên bản VIIB được kéo dài thêm. Chúng có trọng lượng choán nước 769 t (757 tấn Anh) khi nổi và 871 t (857 tấn Anh) khi lặn). Con tàu có chiều dài chung 67,10 m (220 ft 2 in), lớp vỏ trong chịu áp lực dài 50,50 m (165 ft 8 in), mạn tàu rộng 6,20 m (20 ft 4 in), chiều cao 9,60 m (31 ft 6 in) và mớn nước 4,74 m (15 ft 7 in).
Chúng trang bị hai động cơ diesel Germaniawerft F46 siêu tăng áp 6-xy lanh 4 thì, tổng công suất 2.800–3.200 PS (2.100–2.400 kW; 2.800–3.200 bhp), dẫn động hai trục chân vịt đường kính 1,23 m (4,0 ft), cho phép đạt tốc độ tối đa 17,7 kn (32,8 km/h), và tầm hoạt động tối đa 8.500 nmi (15.700 km) khi đi tốc độ đường trường 10 kn (19 km/h). Khi đi ngầm dưới nước, chúng sử dụng hai động cơ/máy phát điện AEG GU 460/8–27 tổng công suất 750 PS (550 kW; 740 shp). Tốc độ tối đa khi lặn là 7,6 kn (14,1 km/h), và tầm hoạt động 80 nmi (150 km) ở tốc độ 4 kn (7,4 km/h). Con tàu có khả năng lặn sâu đến 230 m (750 ft).
Vũ khí trang bị có năm ống phóng ngư lôi 53,3 cm (21 in), bao gồm bốn ống trước mũi và một ống phía đuôi, và mang theo tổng cộng 14 quả ngư lôi, hoặc tối đa 22 quả thủy lôi TMA, hoặc 33 quả TMB. Tàu ngầm Type VIIC bố trí một hải pháo 8,8 cm SK C/35 cùng một pháo phòng không 2 cm (0,79 in) trên boong tàu. Thủy thủ đoàn bao gồm 4 sĩ quan và 40-56 thủy thủ.

### Chế tạo
U-267 được đặt hàng vào ngày 15 tháng 8, 1940, và được đặt lườn tại xưởng tàu của hãng Bremer-Vulkan-Vegesacker Werft ở Bremen vào ngày 9 tháng 8, 1941. Nó được hạ thủy vào ngày 23 tháng 5, 1942, và nhập biên chế cùng Hải quân Đức Quốc Xã vào ngày 11 tháng 7, 1942 dưới quyền chỉ huy của Hạm trưởng, Đại úy Hải quân Otto Tinschert.

## Lịch sử hoạt động

### 1943

#### Chuyến tuần tra thứ nhất
U-267 khởi hành từ cảng Kiel vào ngày 12 tháng 1, 1943 cho chuyến tuần tra đầu tiên trong chiến tranh, tiến ra Bắc Hải, rồi băng qua khe GIUK giữa quần đảo Faroe và Iceland để hoạt động trong Bắc Đại Tây Dương về phía Đông Nam Greenland. Vào ngày 5 tháng 2, nó bị các tàu hộ tống một đoàn tàu vận tải tấn công bằng mìn sâu, và bị hư hại đến mức phải kết thúc chuyến tuần tra và quay trở về căn cứ. U-267 đi đến cảng St. Nazaire bên bờ biển Đại Tây Dương của Pháp đã bị Đức chiếm đóng, đến nơi vào ngày 18 tháng 2. St. Nazaire trở thành căn cứ hoạt động chủ lực của chiếc tàu ngầm trong suốt năm chuyến tuần tra tiếp theo.

#### Chuyến tuần tra thứ hai
U-267 xuất phát từ cảng St. Nazaire vào ngày 23 tháng 3 cho chuyến tuần tra thứ hai, và hoạt động tại khu vực giữa Bắc Đại Tây Dương đến tận phía Nam Greenland và phía Đông Newfoundland, Canada. Vào ngày 29 tháng 3, nó bị các tàu hộ tống một đoàn tàu vận tải tấn công và bị hư hại nhẹ. Nó kết thúc chuyến tuần tra và quay trở về St. Nazaire vào ngày 21 tháng 5.

#### Chuyến tuần tra thứ ba
U-267 lại khởi hành từ cảng St. Nazaire vào ngày 4 tháng 7 cho chuyến tuần tra thứ ba. Trên đường đi trong vịnh Biscay vào ngày 7 tháng 7, nó bị một thủy phi cơ PBY Catalina thuộc Liên đội 210 Không quân Hoàng gia Anh tấn công bằng mìn sâu. Chiếc tàu ngầm phải lặn khẩn cấp để né tránh, nhưng phải chịu đựng hư hại đáng kể, đến mức phải hủy bỏ chuyến tuần tra và quay trở về căn cứ vào ngày 13 tháng 7.

#### Chuyến tuần tra thứ tư
U-267 thực hiện nhiều chuyến đi ngắn từ cảng St. Nazaire vào giữa và cuối tháng 9, trước khi xuất phát từ đây vào ngày 3 tháng 10 cho chuyến tuần tra thứ tư. Chiếc tàu ngầm hoạt động tại khu vực giữa Bắc Đại Tây Dương cho đến khi quay trở về St. Nazaire vào ngày 26 tháng 11.

### 1944

#### Chuyến tuần tra thứ năm
U-267 lại có nhiều chuyến đi ngắn từ cảng St. Nazaire trong tháng 1 và tháng 2, 1944, trước khi khởi hành từ đây vào ngày 26 tháng 2 cho chuyến tuần tra thứ năm. Nó tiếp tục hoạt động tại khu vực giữa Bắc Đại Tây Dương nhưng vẫn không có kết quả, nên kết thúc chuyến tuần tra tại St. Nazaire vào ngày 20 tháng 5.

#### Chuyến tuần tra thứ sáu
Trong bối cảnh lực lượng Đồng Minh bắt đầu đổ bộ lên Normandy, và các cảng dọc bờ biển Đại Tây Dương của Pháp có nguy cơ bị phía Đồng Minh tái chiếm, U-267 khởi hành từ St. Nazaire vào ngày 23 tháng 9 cho chuyến tuần tra thứ sáu. Nó hoạt động tại khu vực giữa Bắc Đại Tây Dương về phía Tây Ireland, trước khi băng ngược qua khe GIUK giữa Iceland và quần đảo Faroe để quay trở lại biển Na Uy, và đi đến cảng Stavanger, Na Uy vào ngày 29 tháng 10. Chiếc tàu ngầm chuyển đến cảng Flensburg, Đức vào ngày 11 tháng 11.

### 1945

#### Chuyến tuần tra thứ bảy
Trong chuyến tuần tra cuối cùng chỉ kéo dài năm ngày, U-267 khởi hành từ Kiel vào ngày 24 tháng 2, 1945 và đi đến cảng Frederikshavn, Đan Mạch vào ngày 28 tháng 2.
Khi Thế Chiến II đi vào giai đoạn kết thúc, U-267 bị thủy thủ đoàn đánh đắm tại Geltinger Bucht, Schleswig-Flensburg vào ngày 5 tháng 5, 1945 để tránh bị lọt vào tay lực lượng Đồng Minh. Con tàu được trục vớt và tháo dỡ sau đó.

### "Bầy sói" tham gia
U-267 từng tham gia 16 bầy sói:
- Landsknecht (19 - 28 tháng 1, 1943)
- Pfeil (1 - 7 tháng 2, 1943)
- Không tên (27 - 30 tháng 3, 1943)
- Adler (7 - 13 tháng 4, 1943)
- Meise (13 - 27 tháng 4, 1943)
- Amsel (2 - 3 tháng 5, 1943)
- Amsel 1 (4 - 6 tháng 5, 1943)
- Elbe (7 - 10 tháng 5, 1943)
- Elbe 1 (10 - 14 tháng 5, 1943)
- Schlieffen (14 - 22 tháng 10, 1943)
- Siegfried (22 - 27 tháng 10, 1943)
- Siegfried 2 (27 - 30 tháng 10, 1943)
- Körner (30 - 2 tháng 11, 1943)
- Tirpitz 1 (2 - 8 tháng 11, 1943)
- Eisenhart 9 (9 - 11 tháng 11, 1943)
- Preussen (7 - 22 tháng 3, 1944)